# Chassy (Yonne)
Chassy es una comuna y población de Francia, en la región de Borgoña, departamento de Yonne, distrito de Auxerre.
Se encuentra próxima al río Tholon.

## Demografía
| 403 | 365 | 325 | 317 | 360 | 376 |
| Para los censos de 1962 a 1999 la población legal corresponde a la población sin duplicidades (Fuente: INSEE [Consultar]) |     |     |     |     |     |